# 鮑威爾灣
66°15′S 110°32′E / 66.250°S 110.533°E
鮑威爾灣（英語：Powell Cove）是南極洲的海灣，位於威爾克斯地，處於克拉克半島西部，根據美國海軍拍攝空中照片繪入地圖，現時由南極條約體系管理。